# فوك ميلوسيفيتش
فوك ميلوسيفيتش مواليد 30 نوفمبر 1987 في شاباتس، صربيا، هو لاعب كرة يد مونتينيغري يلعب كوسط مدافع. يلعب حاليا مع بوليتخنيكا تيميشوارا ويحمل الرقم 6.